# Camila Vallejo
Camila Antonia Amaranta Vallejo Dowling [/ˈdaʊlɪŋ/] (Santiago de Xile, 28 d'abril de 1988) és una geògrafa i política xilena. Militant de les Joventuts Comunistes de Xile, s'inicià en política com a dirigent estudiantil, i fou presidenta de la Federació d'Estudiants de la Universitat de Xile (FECh) els anys 2010 i 2011. Fou la segona dona que ocupava aquest càrrec, després de Marisol Prado (1997-1998). Fou una de las principals líders de la mobilització estudiantil de 2011. En 2011-2012 passar a ocupar la sotspresidència de la FECh. A les eleccions parlamentàries de 2013 fou elegida diputada pel districte 26 (La Florida), i és la més jove de la cambra. Posteriorment el 2017, va ser reelegida com a Diputada pel districte 12 pel període 2018-2022.
Des del 2022 és Ministra Secretària General del Govern de Xile.